# Invicta Electric

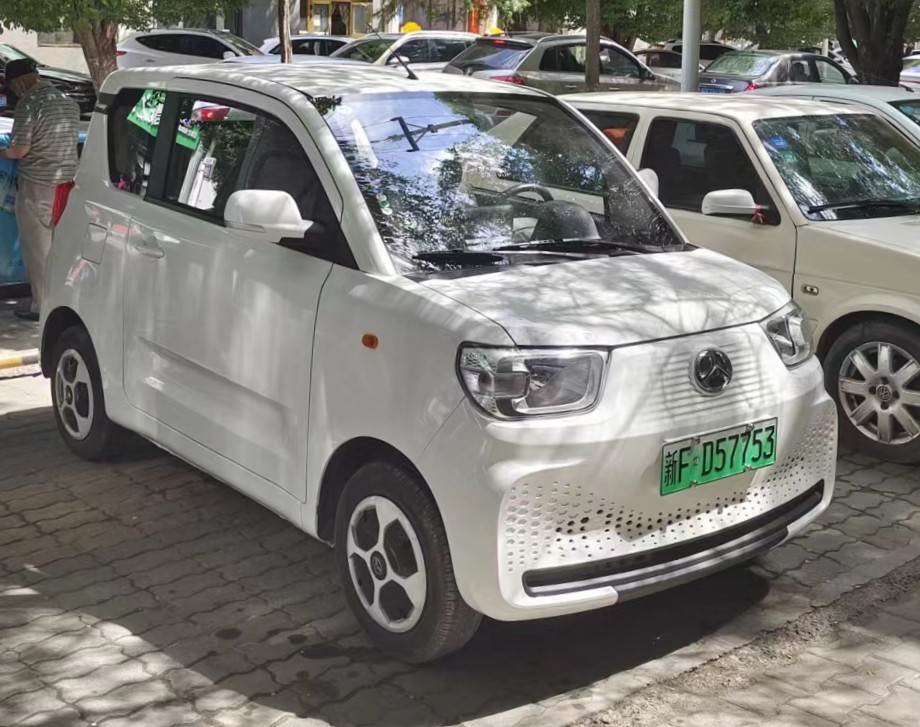
Invicta Pony

Invicta Electric – hiszpańska marka i dystrybutor chińskich elektrycznych samochodów, rowerów, skuterów i pojazdów niskich prędkości, z siedzibą w Madrycie, działający od 2021 roku. 

## Historia
W 2021 roku hiszpańskie przedsiębiorstwo Grupo Invicta, które dotąc specjalizowało się w oficjalnej dystrybucji chińskich producentów samochodów w Hiszpanii, zdecydowało się założyć oddział Invicta Electric posługujący się własną marką dla oferowanych w ramach jego pojazdów. Skoncentrowano się na imporcie z Chin niewielkich, tanich miejskich pojazdów różnych producentów, a także innych elektrycznych pojazdów takich jak skutery, motorowery, pojazdy niskich prędkości oraz rowery. W 2022 roku Invicta rozpoczęła import włoskiego pojazdu typu LSV, Estrima Briò, z kolei rok później wzbogacono portfolio o m.in. o przemianowane mikrosamochody marek BAW i Pocco. Na przełomie 2023 i 2024 roku Invicta nawiązała współpracę z kolejnym zewnętrznym producentem, czeską firmą MW Motors, która specjalizuje się w konwersji rosyjskiego UAZ-a na elektryczny samochód terenowy.

## Modele samochodów

### Obecnie produkowane

#### LSV
- Épica

#### Mikrosamochody
- Eidola
- Pocco
- Pony
- D2S

#### Samochody dostawcze
- Metro
- Eidola Van
- Eidola Pick Up
- Orca